# Rocksmith
Rocksmith es un videojuego de música producido por Ubisoft, basado en la tecnología en el proyecto inédito Guitar Rising. El enfoque principal del videojuego es la característica única que permite a los jugadores poder conectar prácticamente cualquier guitarra eléctrica y jugar. En Norteamérica, fue lanzado en octubre de 2011 en PlayStation 3 y Xbox 360, en Australia y Europa fue lanzado en septiembre de 2012 y en Japón en octubre de 2012. Una versión de Windows fue lanzado el 16 de octubre de 2012 después de varios retrasos. 
Más que como videojuego es anunciado como una forma auténtica y fácil de aprender a tocar la guitarra. 
De acuerdo a Patent Arcade, un aprendiz demandó a Ubisoft el 5 de abril de 2012 por infracción a los derechos de patente. El 5 de julio de 2012 el aprendiz presentó un escrito de desistimiento de la demanda. Ninguna de las partes ha declarado si se llegó a un acuerdo.
Su nueva y más reciente versión "Rocksmith 2014" fue lanzada en Estados Unidos de América el 12 de octubre de 2013. Durante la presentación de Ubisoft Forward del E3 2021, se reveló Rocksmith+, un nuevo título que funcionara con un modelo de suscripción de pago que enseña a los usuarios a tocar la guitarra eléctrica y acústica y el bajo a través de sus canciones favoritas. Estará disponible este verano en PC, en otoño en consolas y aún por anunciar, en móvil.

## Soundtracks
En el juego, existen un total de 51 canciones son desbloqueables en el modo "Viaje", 6 de las cuales confeccionadas por los desarrolladores. la mayoría de la lista está incluida en el sitio oficial del juego.
Radiohead - "Bodysnatchers" y Lynyrd Skynyrd - "Free Bird" venían incluidas en la prereserva del juego.
A continuación, está el listado de canciones incluidos en el juego:
| Canción                         | Artista                         |
| ------------------------------- | ------------------------------- |
| "House of the Rising Sun"       | The Animals                     |
| "When I'm with You"             | Best Coast                      |
| "I Got Mine"                    | The Black Keys                  |
| "Next Girl"                     | The Black Keys                  |
| "Song 2"                        | Blur                            |
| "Step Out of the Car"           | The Boxer Rebellion             |
| "Sunshine of Your Love"         | Cream                           |
| "We Share the Same Skies"       | The Cribs                       |
| "Boys Don't Cry"                | The Cure                        |
| "I Want Some More"              | Dan Auerbach                    |
| "Rebel Rebel"                   | David Bowie                     |
| "I Can't Hear You"              | The Dead Weather                |
| "Run Back to Your Side"         | Eric Clapton                    |
| "Take Me Out"                   | Franz Ferdinand                 |
| "Do You Remember"               | The Horrors                     |
| "I Miss You"                    | Incubus                         |
| "Slow Hands"                    | Interpol                        |
| "Angela"                        | Jarvis Cocker                   |
| "Well OK Honey"                 | Jenny O                         |
| "Use Somebody"                  | Kings of Leon                   |
| "Are You Gonna Go My Way"       | Lenny Kravitz                   |
| "Surf Hell"                     | Little Barrie                   |
| "Sweet Home Alabama"            | Lynyrd Skynyrd                  |
| "Unnatural Selection"           | Muse                            |
| "Plug In Baby"                  | Muse                            |
| "In Bloom"                      | Nirvana                         |
| "Breed"                         | Nirvana                         |
| "Where Is My Mind?"             | Pixies                          |
| "Go With the Flow"              | Queens of the Stone Age         |
| "High and Dry"                  | Radiohead                       |
| "California Brain"              | RapScallions                    |
| "Number Thirteen"               | Red Fang                        |
| "Higher Ground"                 | Red Hot Chili Peppers           |
| "(I Can't Get No) Satisfaction" | The Rolling Stones              |
| "The Spider and the Fly"        | The Rolling Stones              |
| "Play with Fire"                | The Rolling Stones              |
| "Gobbledigook"                  | Sigur Rós                       |
| "Panic Switch"                  | Silversun Pickups               |
| "Outshined"                     | Soundgarden                     |
| "Me and the Bean"               | Spoon                           |
| "Between the Lines"             | Stone Temple Pilots             |
| "Vasoline"                      | Stone Temple Pilots             |
| "Under Cover of Darkness"       | The Strokes                     |
| "Mean Bitch"                    | Taddy Porter                    |
| "A More Perfect Union"          | Titus Andronicus                |
| "Good Enough"                   | Tom Petty and the Heartbreakers |
| "Slither"                       | Velvet Revolver                 |
| "Burnished"                     | White Denim                     |
| "Icky Thump"                    | The White Stripes               |
| "Islands"                       | The XX                          |
| "Chimney"                       | The Yellow Moon Band            |

Este es el listado de las 6 canciones de los desarrolladores (solo se desbloquean en el modo "Viaje"):
| Canción                    | Artista           |
| -------------------------- | ----------------- |
| "Ricochet"                 | Brian Adam McCune |
| "Boss"                     | Chris Lee         |
| "Space Ostrich"            | Disonaur          |
| "Jules"                    | Seth Chapla       |
| "The Star Spangled Banner" | Seth Chapla       |
| "Six AM Salvation"         | Versus Them       |